# Olympisch Park Gangneung
Het Olympisch Park in de Zuid-Koreaanse kustplaats Gangneung huisvest verschillende accommodaties voor de Olympische Winterspelen 2018. Het park bevindt zich nabij Gyeongpo Beach, het olympisch dorp en vier stadions waar de indoor-ijssporten worden gehouden. Een vijfde accommodatie bevindt zich op het terrein van de Katholieke Kwandong universiteit.